# Дальность плавания
Дальность плавания, Дальность плаванья (устаревшее) — одна из основных характеристик (тактико-техническая) корабля (судна).
Дальность плавания определяется как максимальное расстояние, которое может пройти корабль (судно) без дозаправки топливом и смазочными материалами, а также пополнения запасов котельной воды (для пароходов и паротурбинных кораблей), например дальность плавания броненосного крейсера «Адмирал Макаров» была рассчитана на 3 300 морских миль, при запасе угля в 1 020 тонн. Лёгкие посыльные судна (тип малоустановленный) вида авизо, в 1940-х годах, водоизмещением от 500 до 2 500 тонн, со скоростью хода от 13 до 28 узлов имели дальность плавания от 600 до 2 000 морских миль, а боевые корабли, в 1940-х годах, вида эскадренный миноносец (эсминец) водоизмещением 700 — 2 500 тонн со скоростью хода до 40 узлов (до 75 км в час) имели дальность плавания — до 6 000 миль (11 000 километров). Дальность плавания определяется на испытаниях и вычисляется для разных скоростей, например, для максимальной скорости, для экономичного хода и других.
В коммерческом судоходстве на основе расчётной дальности плавания судна (корабля), а также ряда прочих параметров (состояния судового радиооборудования, спасательных средств и прочего) уполномоченное классификационное общество присваивает судну (кораблю) так называемый район плавания, позволяя либо ограничивая судну (кораблю) возможность удаляться от портов-убежищ, береговых радиостанций либо зон покрытия спутниковой связи INMARSAT на заданное расстояние.
Термин автономность определяется максимально допустимым временем нахождения в море без пополнения других запасов (не относящихся к движению).